# Spartothamnella juncea
Spartothamnella juncea là một loài thực vật có hoa trong họ Hoa môi. Loài này được (A.Cunn. ex Walp.) Briq. miêu tả khoa học đầu tiên năm 1894.